# Potentiell energi
Potentiell energi är energi som är lagrad i ett föremål beroende på dess position i ett kraftfält eller lagrad i ett system vars energi är beroende av systemets tillstånd. 
Ett mekaniskt system som kan lagra energi är pilbågen. När bågen spänns lagras en energimängd (lika med det arbete som krävs för att spänna bågen), vilken frigörs när strängen släpps och en del av energin omvandlas till pilens kinetiska energi.
I ett oscillerande system som en pendel, sker en kontinuerlig omvandling mellan potentiell och kinetisk energi.
SI-enheten för energi är Joule vilken betecknas J.

## Exempel på former av potentiell energi

### Lägesenergi

I ett elektrostatiskt fält är arbetet vid laddningstransport oberoende av vägen

I ett vattenkraftverk omvandlas lägesenergi till elektrisk energi

I ett kraftfält är ett objekts potentiella energi det arbete som måste utföras för att flytta objektet från en referenspunkt till objektets position om arbetet är oberoende av förflyttningsvägen, det vill säga om de verkande krafterna är konservativa. Exempel på konservativa krafter är tyngdkraften och den elektrostatiska attraktionskraften. Däremot är ett högfrekvent elektromagnetiskt växelfält, som till exempel i en cyklotron, inte konservativt på grund av att fältet inte är virvelfritt (fältet har förluster).
Lägesenergin för en massa i ett likformigt gravitationsfält kan beräknas som
{\displaystyle E_{\mathrm {pot} }=m\,g\,h,\,}
där m är massan, h är höjden och g tyngdaccelerationen, som antas vara konstant över höjdskillnaden.
Lägesenergin för två elektriska laddningar med inbördes avstånd r, beräknas enligt
{\displaystyle W_{pot}=k_{e}{\frac {q_{1}q_{2}}{r}}}
där k är Coulombs konstant.

### Elastisk energi
Elastisk energi är den potentiella energi som lagras i ett elastiskt objekt som utsätts för deformation, till exempel ett gummiband som töjs eller en spiralfjäder som pressas samman. Om Hookes lag gäller under deformationen, är den potentiella energin proportionell mot kvadraten på objektets förlängning eller kontraktion:
{\displaystyle E_{\mathrm {pot} }={\tfrac {1}{2}}k(x-x_{0})^{2},}
där k är elasticitetskonstanten och x0 jämviktsläget.

### Kemisk potential
Den kemiska potentialen är en form av potentiell energi och är en del av termodynamiken. Om syre och väte blandas kan en upphettning leda till en exotermisk reaktion, det vill säga att energi frigörs vilken motsvarar de ingående ämnenas kemiska potentialer i just detta fall.
Den fundamentala ekvationen inom den kemiska termodynamiken för ett system av n beståndsdelar, där beståndsdel i har Ni partiklar, är i termer av Gibbs energi
{\displaystyle dG=-SdT+VdP+\sum _{i=1}^{n}\mu _{i}dN_{i}}
där S är systemets entropi, T temperaturen, V volymen och P är trycket. Vid konstant temperatur och tryck förenklas detta till
{\displaystyle dG=\sum _{i=1}^{n}\mu _{i}dN_{i}=\mu _{1}dN_{1}+\mu _{2}dN_{2}+...}
Definitionen av den kemiska potentialen av beståndsdel i, μi, följer genom att sätta alla  Nj, utom  Ni, till konstanta värden:
{\displaystyle \mu _{i}=\left({\frac {\partial G}{\partial N_{i}}}\right)_{T,P,N_{j\neq i}}}